# تشو يان
تشو يان (بالصينية: 周妍)‏ هي لاعبة كرلنغ صينية، ولدت في 30 سبتمبر 1982 في هاربن في الصين.

## وصلات خارجية
- تشو يان على موقع الاتحاد الدولي للكرلنغ (الإنجليزية)
- تشو يان على موقع اللجنة الأولمبية الدولية (الإنجليزية)
- تشو يان على موقع أوليمبيديا (الإنجليزية)